# 天主教台中教區主教公署

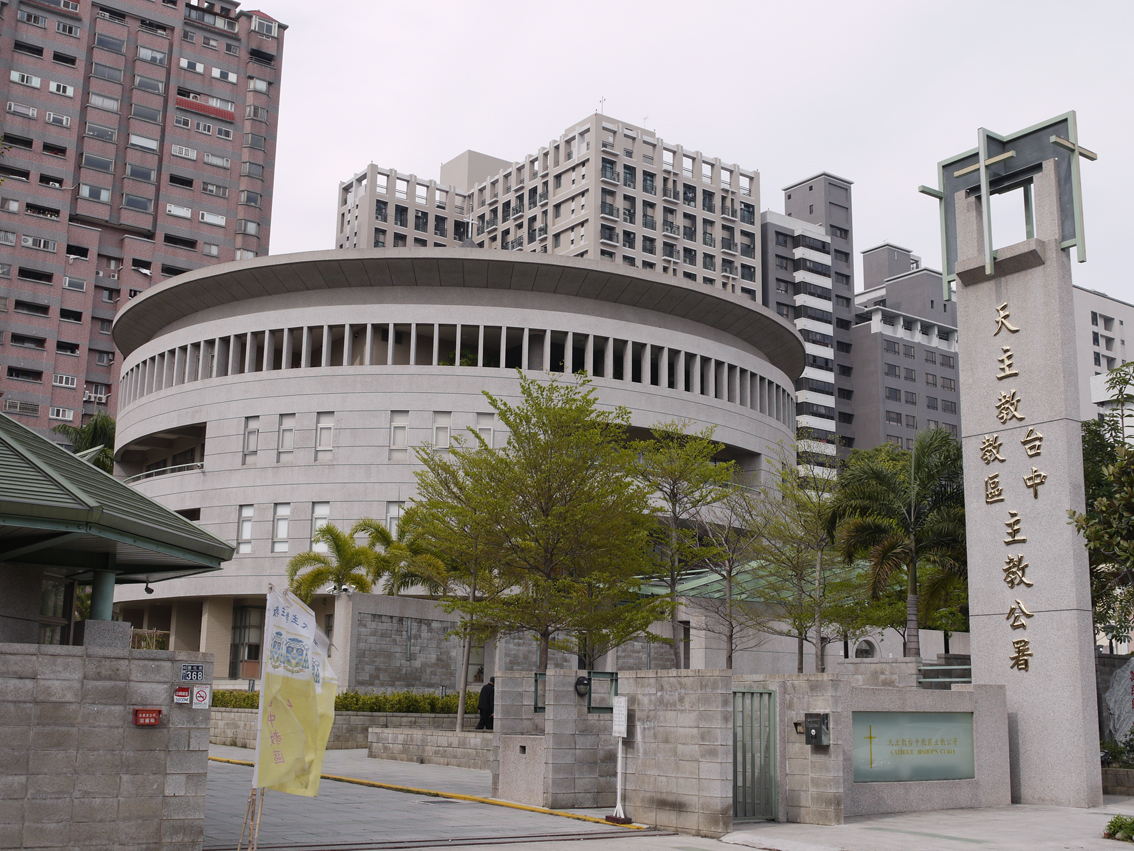
台中主教公署

天主教台中教區主教公署（簡稱台中主教公署）為羅馬天主教台中教區主教的辦公場所。

## 歷史
1986年11月12日，王愈榮主教就職時，並沒有辦公場地，所以耀漢小兄弟會趙雅博會長及曹立珊神父，提供耀漢小兄弟會在臺中市北區學士路上的老會院（鄰近當時的衛道中學）讓主教辦公使用。期間，曾計畫利用南屯天主堂土地興建公署，但因都市計劃尚未定案而無法配合興建而作罷，後來提議利用聖神修院（後改為天主教社會服務研究院，今上智社教研究院）借用的土地，但當時研究院活動頻繁而暫時作罷。
1996年，研究院移至一旁建築辦公，遂開始與建築師討論公署新樓的設計，但當時經費籌措有困難，工程遲未開始。1999年9月21日中台灣發生九二一大地震，教區內多處聖堂嚴重受損，公署大樓興建經費改用於修繕聖堂而無限期延宕。
2004年下半年，再次重新計畫新公署建築，楊明雄建築師負責公署設計案，外型設計為圓形，內部則為方形，為突顯中華文化中「內方外圓」的理念。2006年8月15日經主教核可後開工，2007年9月8日公署落成啟用。

## 外部連結
- 天主教台中教區 - 主教公署